# De boze boleet
De boze boleet is een stripverhaal uit de reeks van Suske en Wiske. Het is geschreven door Peter Van Gucht en getekend door Luc Morjaeu. Het kwam uit als 365ste album in de Vierkleurenreeks op 31 augustus 2022.

## Personages
- Suske, Wiske, Lambik, tante Sidonia, Jerom, professor Barabas, professor Kinoko (mycoloog, hielp professor Barabas met het ontwikkelen van de klankentapper), Naikiko, politieagenten

## Locaties
- Yanaka (hoofdstad van Fong Ku), Mosi (een ander eiland, ook onderdeel van de Sishu-eilandengroep), politiebureau, huis van Lambik

## Uitvindingen
- nieuwe versie klankentapper, Gyronef

## Verhaal
De vrienden bezoeken professor Kinoko en horen over mycelium, waardoor planten ondergronds met elkaar kunnen communiceren. De vader van Kinoko leidt aan luminkoorts en wordt in een donkere kamer verzorgd. Licht zal hem doden, maar hij is er sowieso erg slecht aan toe. De professor wil op zoek naar de geneeskrachtige paddenstoel Carcajou op een naburig eiland en de vrienden vertrekken met de Gyronef. Wiske fotografeert veel dingen en Suske krijgt een compacte versie van de klankentapper, om te luisteren naar de paddenstoelen op het eiland. Wiske valt uit de Gyronef en wordt gevangen door een paddenstoel, waarna Suske haar probeert te redden. Andere paddenstoelen ontploffen nadat ze gaan zweven, waardoor Lambik gedwongen is met de Gyronef te vluchten. Jerom gaat op zoek naar de kinderen terwijl Lambik en de twee professoren doorreizen naar de vulkaan, waarde Carcajou te vinden moet zijn volgens verhalen. Een mysterieuze figuur, vermomd als zwam, volgt alles. 
Suske en Wiske komen paddo's tegen en moeten rennen voor hun leven. Een zwamzwam paddenstoel, de oudste van het eiland, redt hen en met de klankentapper horen de kinderen haar verhaal. In tijden van nood helpt ze andere paddenstoelen via het mycelium. Als de oudste paddenstoel van het eiland hoort dat de vrienden op zoek zijn naar Carcajou, waarschuwt hij hen. Het blijkt een gevaarlijke soort te zijn die aardolie en metaal veslindt en het trok zich terug in de vulkaan na een gesprek met de oudste paddenstoel. Inmiddels hebben Lambik en de twee professoren een paar exemplaren van Carcajou in handen gekregen. In de Gyronef ontdekt professor Barabas dat er geen geneeskrachtige eigenschappen zijn, maar hij ziet dat de schimmel wel metaal eet. Kinoko wil wraak nemen op Makimaze en gebruikt een slaappaddenstoel om professor Barabas te verdoven. Lambik slaapt en Suske en Wiske zijn inmiddels gevangen genomen door een zwam. Ook Jerom is niet in staat nog verder te reizen, een paddenstoel heeft hem vastgelijmd.
Als Lambik en professor Barabas ontwaken, stort de Gyronef al bijna in doordat de Carcajou het metaal heeft aangetast. Het wrak valt in de vulkaan, maar ze kunnen beide nog net ontsnappen. Jerom kan aan het slijm ontsnappen en het lukt hem om de kinderen te bevrijden. Dan maakt Kaikiko zich bekend, hij had zich vermomd en bekent dat hij de vader is van Kinoko. Hij vertelt dat hij de burgemeester was van Yanaka en kreeg geld aangeboden door bouwbedrijf Makimaze om een nieuwe wijk te kunnen bouwen. Toen dit niet lukte, verspreidde het bedrijf leugens en de kiezers verloren hun vertrouwen. Kaikiko werd depressief en vertrok. Hij liet een briefje achter voor zijn dochter en vreest dat zij denkt dat hij niet meer leeft. Het is duidelijk dat ze Carcajou wil gebruiken om het bouwbedrijf schade te berokkenen.
Kinoko gooit Carcajou op het pand van Makimaze en wil dit ook doen op de rest van de stad, want ze is boos dat ze in het verleden voor een ander kozen door de leugens. Suske en Wiske proberen de Carcajou te stoppen, maar worden dan aangevallen. Dan verschijnt Kaikiko bij zijn dochter en ze begrijpt dat ze fout is geweest. Inmiddels hebben Suske en Wiske contact gezocht met professor Barabas en hij praat tegen de oudste paddenstoel op het eiland, in de hoop dat zij Carcajou kan stoppen. Dit lukt en Carcajou trekt zich terug naar een ondergrondse lavastroom, waar het ook van kan leven. De stad wordt op deze manier gespaard en de vrienden gaan naar huis. Suske en Wiske ontdekken later dat Lambik een speciale paddenstoel heeft meegesmokkeld naar zijn eigen huis.